# Calestano
Calestano – miejscowość i gmina we Włoszech, w regionie Emilia-Romania, w prowincji Parma.
Według danych na rok 2004 gminę zamieszkiwało 1811 osób, 31,8 os./km².

## Bibliografia

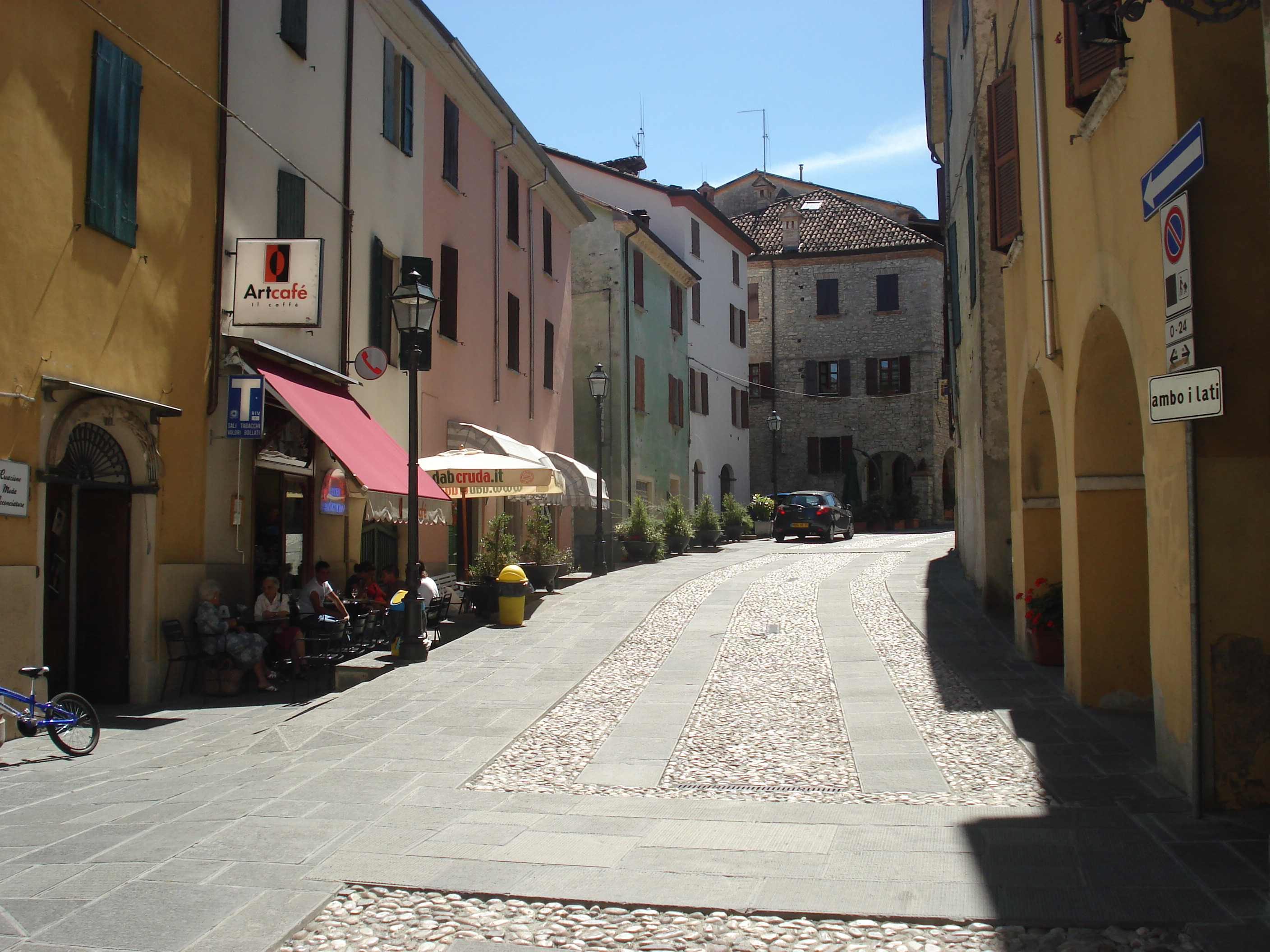
Calestano